# Parabezzia downesi
Parabezzia downesi är en tvåvingeart som beskrevs av Wirth 1965. Parabezzia downesi ingår i släktet Parabezzia och familjen svidknott.
Artens utbredningsområde är Ontario. Inga underarter finns listade i Catalogue of Life.